# Calamonaci
Calamonaci – miejscowość i gmina we Włoszech, w regionie Sycylia, w prowincji Agrigento.
Według danych na styczeń 2010 gminę zamieszkiwało 1399 osób przy gęstości zaludnienia 42,9 os./1 km².